# Chiesa della Natività di Maria (Bedollo)
La chiesa della Natività di Maria è la parrocchiale di Piazze, frazione di Bedollo in Trentino. Risale al XVII secolo.

## Storia
Un primo luogo di culto a Piazze risaliva circa al 1697 ed aveva dedicazione a San Leonardo.
Nel 1705 la chiesa ebbe un beneficio e circa un secolo dopo, nel 1801, ottenne dignità di espositura, legata alla pieve di Piné.
Dopo la metà del XIX secolo al posto della primitiva chiesa venne eretto un nuovo edificio sacro con dedicazione alla Natività di Maria e la solenne consacrazione venne celebrata nel 1878.
All'inizio degli anni sessanta venne fortemente rimaneggiata e, nel 1963, venne elevata a dignità parrocchiale. Alcuni anni dopo la parte presbiteriale venne modificata secondo le disposizioni liturgiche con l'eliminazione delle balaustre e del pulpito. In tale occasione vennero imbiancate alcune parti dipinte sulle pareti della sala.
Gli ultimi interventi si sono conclusi nel 2004 quando è stato installato un nuovo impianto di riscaldamento, sono stati realizzati lavori di consolidamento strutturale, si è rivista la copertura e si sono effettuate manutenzioni a varie parti dell'edificio.

## Descrizione
All'interno conserva la tela, Madonna e i santi Giacomo, Simonino e Nicolò da Bari, attribuita da Nicolò Rasmo a Martino Teofilo Polacco.